# Monteagudo de las Salinas
Monteagudo de las Salinas es un municipio y localidad española de la provincia de Cuenca, en la comunidad autónoma de Castilla-La Mancha. El término tiene una población de 124 habitantes (INE 2024).

## Geografía

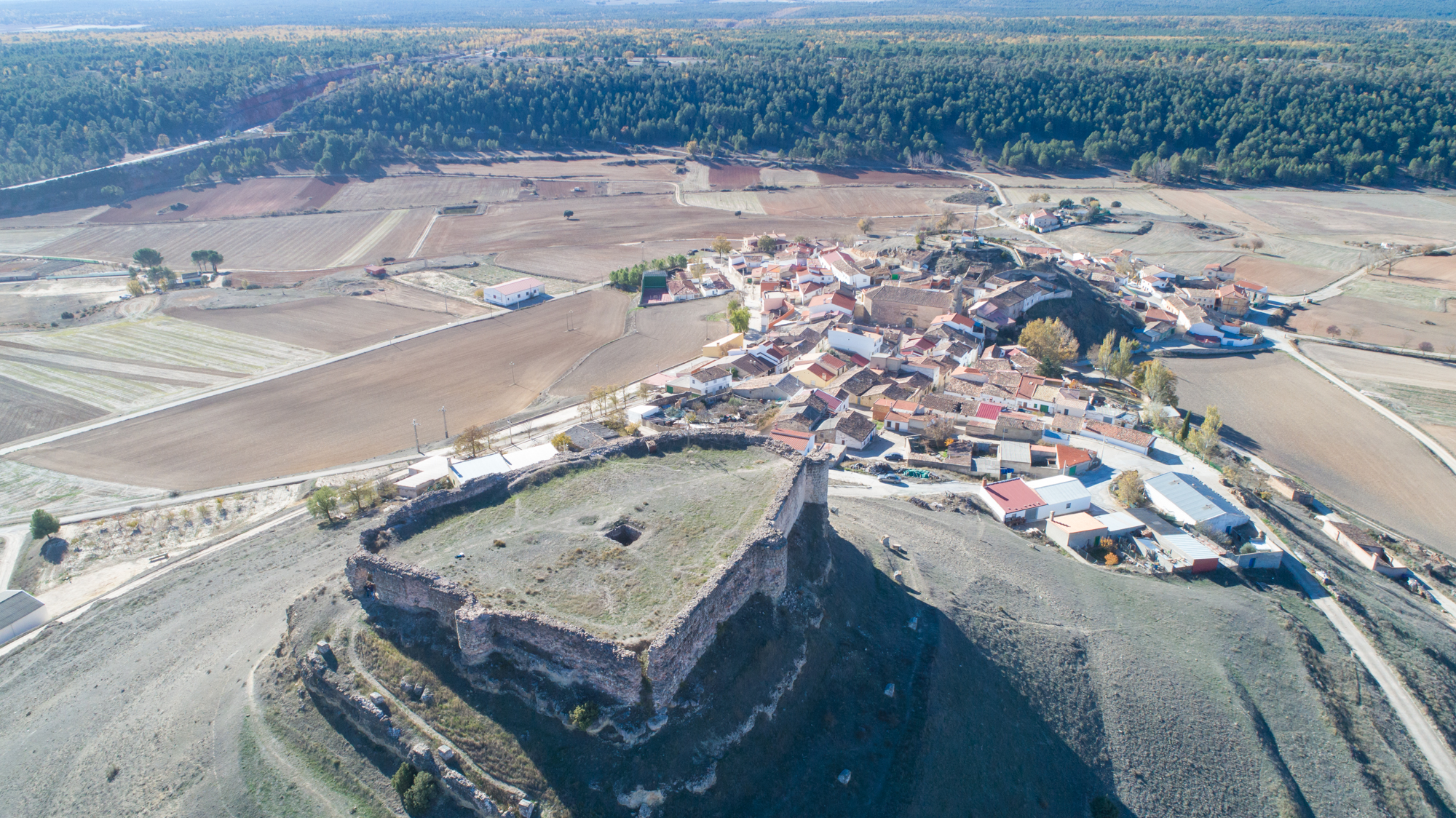
Monteagudo de las Salinas

Integrado en la comarca de Serranía Media, se sitúa a 47 km de la capital provincial. El término municipal está atravesado por la carretera autonómica CM-220 (antigua N-320 entre los pK 100 y 107) y por una carretera local que conecta con Arguisuelas. 
El relieve del municipio está caracterizado por las elevaciones propias de la Serranía, además de por el río Guadazaón, que hace de límite con Arguisuelas. La altitud oscila entre los 1159 m al noroeste y los 860 m a orillas del río. El pueblo se alza a 1007 m sobre el nivel del mar. En el siglo XIX se menciona cómo parte del término se hallaba «poblado de pino negral, sabinas, chaparros y robles».
| Noroeste: Cuenca (exclave) | Norte: Fuentes y Reíllo                       | Nordeste: Reíllo, Arguisuelas |
| Oeste: Olmeda del Rey      |                                               | Este: Arguisuelas y Yémeda    |
| Suroeste: Chumillas        | Sur: Solera de Gabaldón y Almodóvar del Pinar | Sureste: Paracuellos          |

## Historia
En 1360 fue un señorío perteneciente a la familia de Villodre, siendo su señor Don Garci Fernández Villodre.
A mediados del siglo XIX, el lugar contaba con una población censada de 262 habitantes. La localidad aparece descrita en el undécimo volumen del Diccionario geográfico-estadístico-histórico de España y sus posesiones de Ultramar de Pascual Madoz de la siguiente manera:

MONTEAGUDO: l. con ayunt. en la prov. y dióc. de Cuenca (6 leg), part. jud. de Cañete (5), aud. terr. de Albacete (16), c. g. de Castilla la Nueva (Madrid 30): sit. en terreno montuoso á la falda de una colina, en cuya cúspide se ven las ruinas de un cast. de tiempo de los moros, con clima frio, combatido por los vientos de S. y O., y propenso a catarros y pulmonías. Tiene 68 casas de mala construccion, inclusa la de ayunt. que sirve tambien de cárcel; hay 7 calles irregulares y con mal piso; una fuente de aguas dulces, de la que se surte el vecind., y otra de saladas denominada las Salinas de Monteagudo, en la que se elaboran todos los años por medio de la evaporacion en la estacion á propósito de 6 á 7.000 fan. de sal: la igl. parr. bajo la advocacion de Ntra. Sra. de la Asuncion esta servida por un cura de entrada y un teniente, el cual tiene que asistir al anejo de Arguisueías: próximo á la pobl. está el campo santo y al O. una ermita de San Roque. Confina el térm. por N. con Reyllo; E. Carboneras; S. Almodovar, y O. Fuentes; su estension es 2 leg. de N. á S. y 1 1/2 de E. á O.: el terreno es de secano y poco productivo; parte de él se halla poblado de pino negral, sabinas, chaparros y robles: los caminos son locales y en mal estado: la correspondencia se recibe desde Cuenca por balijero los domingos y sale los martes. prod.: trigo, centeno en abundancia, patatas y hortalizas: se cria ganado lanar y yeguar, siendo preferido el primero; caza de liebres, perdices, conejos, corzos y venados. ind.: la agrícola, 2 molinos harineros y la elaboracion de sal con el agua del citado manantial. comercio: la esportacion de prod. del pais é importacion de algunos art. de consumo diario. pobl.: 66 vec., 262 alm. cap. prd».: 743,660 rs. imp.: 37,183 rs.: el presupuesto municipal asciende á 2,800 rs., y se cubre con los prod. de las fincas de propios y otros arbitrios.
(Madoz, 1848, p. 534)

Hasta la reforma de la nomenclatura municipal de 1916 el municipio se llamaba simplemente Monteagudo. En dicha fecha su nombre fue modificado por el de Monteagudo de las Salinas.

## Demografía
Monteagudo de las Salinas cuenta con una población de 124 habitantes (INE 2024).
| Gráfica de evolución demográfica de Monteagudo de las Salinas entre 1842 y 2021 |
| |
| Población de derecho según los censos de población del INE Población de hecho según los censos de población del INEEn estos censos se denominaba Monteagudo: 1842, 1857, 1860, 1877, 1887, 1897, 1900 y 1910 Entre el censo de 1857 y el anterior, crece el término del municipio porque incorpora a Yémeda Entre el censo de 1887 y el anterior, disminuye el término del municipio porque independiza a Yémeda Entre el censo de 1981 y el anterior, este municipio desaparece porque se integra en el municipio Almodóvar de Monte Rey Entre el censo de 1991 y el anterior, aparece este municipio porque se segrega del municipio Almodóvar de Monte Rey |